# East Foothills (Kalifornija)
East Foothills je naseljeno područje za statističke svrhe u američkoj saveznoj državi Kalifornija. Prema popisu stanovništva iz 2010. u njemu je živjelo 8,269 stanovnika.